# Addio vent'anni
Addio vent'anni (Over 21) è un film del 1945 diretto da Charles Vidor. Ruth Gordon, autrice del soggetto, prese lo spunto dal fatto che ella stessa seguì il marito quando questi venne richiamato alle armi. La commedia teatrale venne portata in scena a New York il 3 gennaio 1944 con la Gordon come protagonista.

## Trama
Max Warthon è un giornalista trentanovenne che decide di abbandonare il proprio lavoro per unirsi all'esercito e combattere in guerra. La moglie, scrittrice, non vuole lasciarlo andare da solo, così si unisce a lui accettando di vivere in condizioni disperate pur di stargli vicino.

## Produzione
Il film fu prodotto dalla Sidney Buchman Enterprises per Columbia Pictures Corporation.

## Distribuzione
Distribuito dalla Columbia Pictures, il film fu presentato in prima il 25 luglio 1945, uscendo poi nelle sale cinematografiche USA l'8 agosto 1945 con il titolo originale Over 21.